# فهرست ورزشگاه‌های فوتبال در ایتالیا
فهرست ورزشگاه‌های فوتبال ایتالیا
| #  | تصویر | استادیوم                                   | ظرفیت  | موقعیت                | استان          | تیم خانگی                                                                  | بازگشایی |
| -- | ----- | ------------------------------------------ | ------ | --------------------- | -------------- | -------------------------------------------------------------------------- | -------- |
| ۱  |       | ورزشگاه سن سیرو                            | ۸۰٬۰۰۰ | میلان                 | لمباردی        | باشگاه فوتبال آ. ث. میلان باشگاه فوتبال اینتر میلان تیم ملی فوتبال ایتالیا | ۱۹۲۷     |
| ۲  |       | ورزشگاه المپیک رم                          | ۷۲٬۷۰۰ | رم                    | لاتزیو         | آ. اس. رم باشگاه فوتبال لاتزیو تیم ملی فوتبال ایتالیا                      | ۱۹۵۲     |
| ۳  |       | ورزشگاه سن پائولو                          | ۶۰٬۲۴۰ | ناپل                  | کامپانیا       | باشگاه فوتبال ناپولی                                                       | ۱۹۵۹     |
| ۴  |       | ورزشگاه سن نیکولا                          | ۵۸٬۲۴۸ | باری (ایتالیا)        | آپولیا         | باشگاه فوتبال باری                                                         | ۱۹۹۰     |
| ۵  |       | ورزشگاه آرتمیو فرانکی                      | ۴۷٬۲۸۲ | فلورانس               | توسکانی        | باشگاه فوتبال فیورنتینا                                                    | ۱۹۳۱     |
| ۶  |       | ورزشگاه فلامینیو                           | ۴۲٬۰۰۰ | رم                    | لاتزیو         | باشگاه فوتبال اتلتیک رم                                                    | ۱۹۵۷     |
| ۷  |       | ورزشگاه فریولی                             | ۴۱٬۶۵۲ | اودینه                |                | باشگاه فوتبال اودینزه                                                      | ۱۹۷۶     |
| ۸  |       | ورزشگاه یوونتوس آرنا                       | ۴۱٬۰۰۰ | تورین                 | پیمونت         | باشگاه فوتبال یوونتوس                                                      | ۲۰۱۱     |
| ۹  |       | ورزشگاه سن فیلیپو                          | ۴۰٬۲۰۰ | مسینا                 | سیسیل          | باشگاه فوتبال مسینا                                                        | ۲۰۰۴     |
| ۱۰ |       | ورزشگاه رناتو دلارا                        | ۳۹٬۴۴۴ | بولونیا               | امیلیا-رومانیا | باشگاه فوتبال بولونیا                                                      | ۱۹۲۷     |
| ۱۱ |       | ورزشگاه مارک آنتونیو بنتگودی               | ۳۹٬۲۱۱ | ورونا                 | ونتو           | باشگاه فوتبال کیه‌وو ورونا باشگاه فوتبال هلاس ورونا                         | ۱۹۶۳     |
| ۱۲ |       | ورزشگاه رنزو باربرا                        | ۳۷٬۶۱۹ | پالرمو                | سیسیل          | باشگاه فوتبال پالرمو                                                       | ۱۹۳۲     |
| ۱۳ |       | ورزشگاه آرکی                               | ۳۷٬۲۴۵ | سالرنو                | کامپانیا       | باشگاه فوتبال سالرنیتانا ۱۹۱۹                                              | ۱۹۹۰     |
| ۱۴ |       | ورزشگاه لوئیجی فراری                       | ۳۶٬۵۳۶ | جنوا                  | لیگوریا        | باشگاه فوتبال جنوا باشگاه فوتبال سمپدوریا                                  | ۱۹۱۱     |
| ۱۵ |       | ورزشگاه ویا دل ماره                        | ۳۶٬۲۸۵ | لچه                   | آپولیا         | باشگاه فوتبال لچه                                                          | ۱۹۶۶     |
| ۱۶ |       | ورزشگاه نرئو روکو                          | ۳۲٬۴۵۴ | تریسته                |                | باشگاه فوتبال تریستیانا                                                    | ۱۹۹۲     |
| ۱۷ |       | ورزشگاه ائوگانئو                           | ۳۲٬۳۳۶ | پادوا                 | ونتو           | باشگاه فوتبال پادوا                                                        | ۱۹۹۴     |
| ۱۸ |       | ورزشگاه رناتو کوری                         | ۲۸٬۰۰۰ | پروجا                 | اومبریا        | باشگاه فوتبال پروجا                                                        | ۱۹۷۵     |
| ۱۹ |       | ورزشگاه المپیک تورین                       | ۲۷٬۹۹۴ | تورین                 | پیمونت         | باشگاه فوتبال تورینو                                                       | ۱۹۳۳     |
| ۲۰ |       | ورزشگاه انیو تاردینی                       | ۲۷٬۹۰۶ | پارما                 | امیلیا-رومانیا | باشگاه فوتبال پارما                                                        | ۱۹۲۳     |
| ۲۱ |       | ورزشگاه اورسته گرانیلو                     | ۲۷٬۷۶۳ | ریدجو کالابریا        | کالابریا       | باشگاه فوتبال رجینا                                                        | ۱۹۳۲     |
| ۲۲ |       | ورزشگاه اراسمو یاکوونه                     | ۲۷٬۵۸۴ | تارانتو               | آپولیا         | باشگاه فوتبال تارانتو اسپورت                                               | ۱۹۶۵     |
| ۲۳ |       | ورزشگاه ماریو ریگامونتی                    | ۲۷٬۵۴۷ | برشا                  | لمباردی        | باشگاه فوتبال برشا                                                         | ۱۹۲۸     |
| ۲۴ |       | ورزشگاه پارتنیو                            | ۲۶٬۳۰۸ | آولینو                | کامپانیا       | باشگاه فوتبال آولینو                                                       | ۱۹۷۳     |
| ۲۵ |       | ورزشگاه دل کونرو                           | ۲۶٬۰۰۰ | آنکونا                | مارکه          | باشگاه فوتبال آنکونا                                                       | ۱۹۹۲     |
| ۲۶ |       | ورزشگاه پینو زاکچریا                       | ۲۵٬۰۰۰ | فوجیا                 | آپولیا         | باشگاه فوتبال فوجیا                                                        | ۱۹۲۵     |
| ۲۷ |       | ورزشگاه آتلتی آتزوری دایتالیا              | ۲۴٬۶۴۲ | برگامو                | لمباردی        | باشگاه فوتبال آتالانتا U.C. AlbinoLeffe                                    | ۱۹۲۸     |
| ۲۸ |       | ۱۹۵۷                                       |        |                       |                |                                                                            |          |
| ۲۹ |       | ورزشگاه آدریاتیکو                          | ۲۳٬۸۰۰ | پسکارا                | آبروتزو        | باشگاه فوتبال دلفینو پسکارا                                                | ۱۹۵۵     |
| ۳۰ |       | ورزشگاه سنت الیا                           | ۲۳٬۴۸۶ | کالیاری               | ساردینیا       | باشگاه فوتبال کالیاری                                                      | ۱۹۷۰     |
| ۳۱ |       | ورزشگاه آنجلو ماسیمینو                     | ۲۳٬۴۲۰ | کاتانیا               | سیسیل          | باشگاه فوتبال کاتانیا                                                      | ۱۹۳۷     |
| ۳۲ |       | ورزشگاه ریویرا دله پالمه                   | ۲۲٬۰۰۰ | سن بندتو دل ترونتو    | مارکه          | S.S. Sambenedettese Calcio                                                 | ۱۹۸۵     |
| ۳۳ |       | ورزشگاه لئوناردو گاریلی                    | ۲۱٬۶۰۸ | پیاچنزا               | امیلیا-رومانیا | باشگاه فوتبال پیاچنزا                                                      | ۱۹۶۹     |
| ۳۴ |       | ورزشگاه لیبرو لیبراتی                      | ۲۱٬۰۰۰ | ترنی                  | اومبریا        | باشگاه فوتبال تارنانا                                                      | ۱۹۶۹     |
| ۳۵ |       | ورزشگاه جیوانی زینی                        | ۲۰٬۶۴۱ | کرمونا                | لمباردی        | باشگاه فوتبال کرمونزه                                                      | ۱۹۱۹     |
| ۳۶ |       | ورزشگاه آلبرتو براگلیا                     | ۲۰٬۵۰۷ | مودنا                 | امیلیا-رومانیا | باشگاه فوتبال مودنا                                                        | ۱۹۳۶     |
| ۳۷ |       | ورزشگاه چینو ا لیاو دل دوکا                | ۲۰٬۰۰۰ | اسکولی پیچنو          | مارکه          | باشگاه فوتبال آسکولی                                                       | ۱۹۶۲     |
| ۳۸ |       | ورزشگاه کارلو کاستلانی                     | ۱۹٬۸۴۷ | امپولی                | توسکانی        | باشگاه فوتبال امپولی                                                       | ۱۹۲۳     |
| ۳۹ |       | ورزشگاه آرماندو پیکچی                      | ۱۹٬۲۳۸ | لیورنو                | توسکانی        | باشگاه فوتبال لیورنو                                                       | ۱۹۳۳     |
| ۴۰ |       | ورزشگاه بریانتئو                           | ۱۸٬۵۶۸ | مونتزا                | لمباردی        | باشگاه فوتبال مونزا بریانزا                                                | ۱۹۸۸     |
| ۴۱ |       | ورزشگاه پائولو مازا                        | ۱۷٬۹۵۵ | فرارا                 | امیلیا-رومانیا | SPAL ۱۹۰۷                                                                  | ۱۹۲۸     |
| ۴۲ |       | ورزشگاه رومئو آنکونتانی                    | ۱۷٬۰۰۰ | پیزا                  | توسکانی        | باشگاه فوتبال پیزا                                                         | ۱۹۱۹     |
| ۴۳ |       | ورزشگاه آرتمیو فرانکی                      | ۱۵٬۷۲۵ | سیه‌نا                 | توسکانی        | باشگاه فوتبال سیه‌نا                                                        | ۱۹۲۳     |
| ۴۴ |       | ورزشگاه دنیلو مارتلی                       | ۱۴٬۸۴۴ | مانتووا               | لمباردی        | باشگاه فوتبال مانتووا                                                      | ۱۹۶۱     |
| ۴۵ |       | ورزشگاه گیگلیو                             | ۱۴٬۱۳۸ | رجیو امیلیا           | امیلیا-رومانیا | فوتبال فوتبال رجینا ۱۹۱۹                                                   | ۱۹۹۵     |
| ۴۶ |       | ورزشگاه نیکولا کاراوولو                    | ۱۳٬۶۱۹ | کاتانزارو             | کالابریا       | باشگاه فوتبال کاتانزارو                                                    | ۱۹۱۹     |
| ۴۷ |       | ورزشگاه جوزپه سینیگاگلیا                   | ۱۳٬۶۰۲ | کومو                  | لمباردی        | باشگاه فوتبال کومو                                                         | ۱۹۲۷     |
| ۴۸ |       | ورزشگاه مارسلو ملانی                       | ۱۳٬۱۹۵ | پیستویا               | توسکانی        | باشگاه فوتبال پیستویزه                                                     | ۱۹۶۶     |
| ۴۹ |       | ورزشگاه سیتا دی آرسو                       | ۱۳٬۱۲۸ | آرتزو                 | توسکانی        | باشگاه فوتبال آرسو                                                         | ۱۹۶۱     |
| ۵۰ |       | ورزشگاه رومئو منتی (ویچنزا)                | ۱۲٬۵۰۰ | ویچنزا                | ونتو           | باشگاه فوتبال ویچنزا                                                       | ۱۹۳۴     |
| ۵۱ |       | ورزشگاه سیمونتا لامبرتی                    | ۱۲٬۰۰۰ | کاوا د تیرنی          | کامپانیا       | باشگاه فوتبال کاواسه                                                       | ۱۹۶۰     |
| ۵۲ |       | ورزشگاه پیرلوییجی پنزو                     | ۱۰٬۵۰۰ | ونیز                  | ونتو           | باشگاه فوتبال ونتزیا                                                       | ۱۹۱۳     |
| ۵۳ |       | ورزشگاه رومئو منتی (گاستلاماره دی استابیا) | ۱۰٬۴۰۰ | گاستلاماره دی استابیا | کامپانیا       | باشگاه فوتبال یووه استابیا                                                 | ۱۹۸۴     |